# Fulla

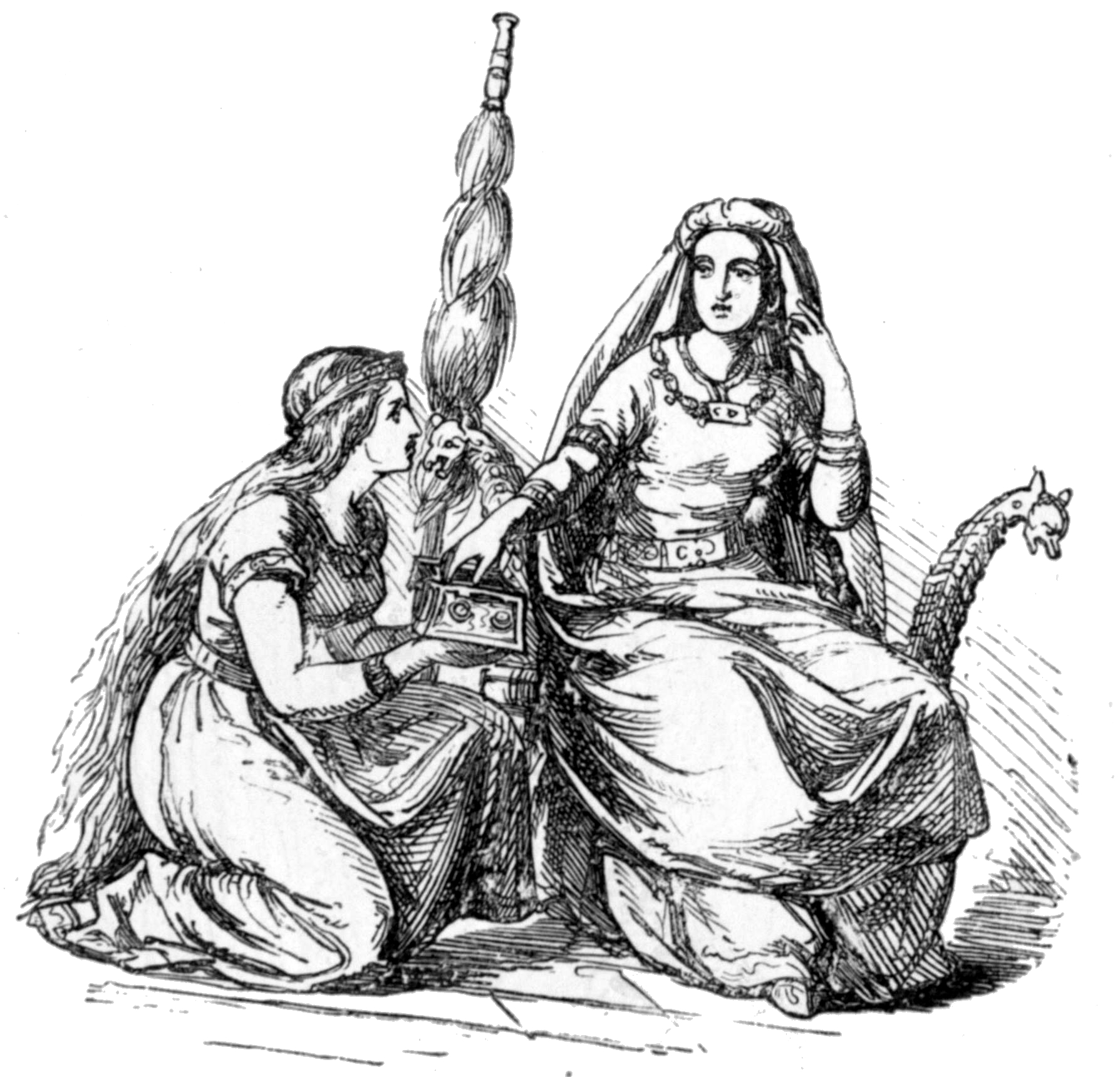
Frigg a Fulla

Fulla je v germánské mytologii panenská bohyně, důvěrnice bohyně domácnosti Frigg. Některé prameny ji uvádí jako Frigginu sestru. Vlastní překrásnou zlatou čelenku. Doprovází svou paní a nosí její skříňku a pečuje jí o obuv. Zná všechny její tajnosti. Nosí zlatý prsten, který jí z Helheimu poslala Nanna.